# Каэтанополис
Каэтанополис (порт. Caetanópolis) — муниципалитет в Бразилии, входит в штат Минас-Жерайс. Составная часть мезорегиона Агломерация Белу-Оризонти. Входит в экономико-статистический микрорегион Сети-Лагоас. Население составляет 9434 человека на 2006 год. Занимает площадь 156,231 км². Плотность населения — 60,4 чел./км².
Праздник города — 13 июня.

## История
Город основан 1 января 1954 года. 

## Статистика
- Валовой внутренний продукт на 2003 год составляет 58 237 609,00 реалов (данные: Бразильский институт географии и статистики).
- Валовой внутренний продукт на душу населения на 2003 год составляет 6443,64 реалов (данные: Бразильский институт географии и статистики).
- Индекс развития человеческого потенциала на 2000 год составляет 0,770 (данные: Программа развития ООН).

## Галерея

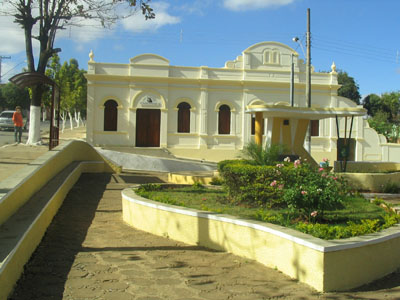
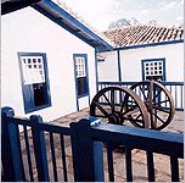